# Немцова, Марина Вячеславовна
Марина Вячеславовна Немцова (род. 4 декабря 1962 года, Москва) — российский медицинский генетик, доктор биологических наук, профессор. Лауреат национальной премии РФ в области онкологии «IN VITA VERITAS».

## Биография
В 1980 году окончила московскую среднюю школу № 207 с золотой медалью. После школы продолжила обучение во 2-м государственном медицинском институте имени Пирогова, который окончила в 1986 году.
В 1994 году защитила диссертацию на соискание ученой степени кандидата биологических наук по теме «Молекулярно-генетическая характеристика района хромосомы 8q24.1, ответственного за синдром Лангера-Гидиона». Работа была выполнена в лаборатории клинической цитогенетики Института клинической генетики Медико-генетического научного центра РАМН под руководством Д. В. Залетаева.
В 2002 году защитила диссертацию на соискание ученой степени доктора биологических наук по теме «Нарушения эпигенетической регуляции экспрессии генов как новый класс молекулярной патологии».
В настоящее время работает в Медико-генетическом научном центре РАМН. Профессор кафедры медицинской генетики с курсом пренатальной диагностики Российской медицинской академии последипломного образования, где преподаёт такие дисциплины, как генетика, медицинская генетика, лабораторная генетика и онкогенетика.
Является автором более 100 статей по генетике.

### Награды и премии
- 2001 год — первая премия Президиума РАМН за научную работу «Комплексный анализ изменений критических районов хромосом и разработка протоколов ДНК-диагностики» (Д. В. Залетаев, М. В. Немцова)[8].
- 2013 год — национальная премии РФ в области онкологии «IN VITA VERITAS»[2].

### Патенты
- Способ ранней ДНК-диагностики рака предстательной железы (RU 2405837)[9].

## Избранные статьи
- Залетаев Д. В., Немцова М. В., Бочков Н. П. Метилирование ДНК как этиологический фактор канцерогенеза //Вестник РАМН. — 2002. — №. 4. — С. 6-11.
- Залетаев Д. В., Немцова М. В., Стрельников В. В., Бабенко О. В., Васильев Е. В., Землякова В. В., … & Дрозд О. В. Диагностика эпигенетической патологии при наследственных и онкологических заболеваниях //Молекулярная биология. — 2004. — Т. 38. — №. 2. — С. 213—223.
- Залетаев Д. В., Немцова М. В., Стрельников В. В., Бабенко О. В., Пальцева Е. М., Кузнецова Е. Б., … & Манохина, И. К. Эпигенетическая регуляция экспрессии генов в процессах канцерогенеза //Молекул. мед. — 2008. — №. 4. — С. 46-51.
- Zemlyakova V. V., Zhevlova A. I., Zborovskaya I. B., Strelnikov V. V., Laktionov K. K., Zaletaev D. V., Nemtsova, M. V. Methylation profile of several tumor suppressor genes in non-small-cell lung cancer // Molecular Biology. — 2003. — Т. 37, № 6. — С. 836-840.
- Kekeeva T. V., Popova O. P., Shegai P. V., Alekseev B. Ya., Andreeva Yu. Yu., Zaletaev D. V., Nemtsova M. V.. Aberrant methylation of p16, HIC1, N33, and GSTP1 in tumor epithelium and tumor-associated cells in prostate cancer // Molecular Biology. — 2007. — Т. 41, № 1. — С. 70-76.